# 商泽

商澤

商澤，字子秀，一作子季，孔子七十二弟子之一。有關他的記述不多，但史料指他喜愛閱讀六籍。

## 評價
- 南宋《咸淳臨安志卷之十一》：「睢陽是伯，屏息受業，延教登席，未踐四科，固涉六籍，祀典載之，好是正直。」

## 歷代追封
- 漢永平十五年（72年），入祀孔廟。
- 唐开元二十七年（739年），封「睢陽伯」。
- 宋大中祥符二年（1009年），又封「鄒平侯」。
- 明嘉靖九年（1530年），被稱為「先賢」。

## 参看
- 孔子
- 孔子弟子列表